# Jonathan Coy
Pour les articles homonymes, voir Coy.
Jonathan Coy, né le 24 avril 1953 dans le quartier de Hammersmith à Londres, est un acteur britannique.

## Filmographie

### Cinéma
- 1987 : Machenka : Alfiorov
- 1989 : The Wolves of Willoughby Chase : Lord Willoughby
- 2003 : La Mort d'un roi : Digby
- 2003 : Shoreditch : Karl
- 2006 : Alien Autopsy (en) de Jonny Campbell (en) : Le directeur du musée
- 2009 : Hell's Pavement : Charles Truman

### Télévision
- 1975 : Crown Court : John Worsley (3 épisodes)
- 1975-1978 : Play for Today : Lotterby et James Firnley (2 épisodes)
- 1976 : Victorian Scandals : Harry Carstairs (1 épisode)
- 1977 : Coronation Street : Stanley Fairclough (1 épisode)
- 1977 : Secret Army : Wright (1 épisode)
- 1978 : The Sandbaggers : Colin Grove (1 épisode)
- 1979 : All Day on the Sands : Keith
- 1980 : Rumpole's Return : Henry
- 1981 : Retour au château : Kurt (1 épisode)
- 1984 : Les deux font la paire : Werner Muller (1 épisode)
- 1984 : The Life and Death of King John : Lewis, le dauphin
- 1985 : La Guerre de Jenny : Sergent Mitchell
- 1985 : Silas Marner: The Weaver of Raveloe : Dunstan Cass
- 1987-1990 : Screen Two : Odilon et John Thorpe (2 épisodes)
- 1987-1992 : Boon : Mark Hardcastle et M. Marsden (2 épisodes)
- 1987-1992 : Rumpole of the Bailey : Henry (37 épisodes)
- 1988 : Bizarre, bizarre : William Haddock (1 épisode)
- 1988 : The Return of Sherlock Holmes : Fitzroy Simpson (1 épisode)
- 1988 : Colin's Sandwich : Stuart (1 épisode)
- 1989 : Young Charlie Chaplin : Hanwell Teacher (1 épisode)
- 1989 : Hercule Poirot : Bunny Saunders (1 épisode)
- 1989 : The Stone Age : Robert Irving
- 1989 : The Jim Henson Hour : l'enseignant (1 épisode)
- 1989 : Monster Maker : l'enseignant
- 1989 : Countdown to War : Butler
- 1990 : Never Come Back : Marcus
- 1990 : KYTV : l'homme de Global Warming (1 épisode)
- 1990 : TECX : Henry Seaton (1 épisode)
- 1991 : Chancer : M. Wastie (4 épisodes)
- 1991 : Casualty : le solliciteur de Sally (1 épisode)
- 1992 : A Time to Dance : Dr Geoffrey Greaves (1 épisode)
- 1992 : The Darling Buds of May : Barry Mulcrone (2 épisodes)
- 1992 : Adam Bede : Pym
- 1992 : Inspecteur Morse : Harry Balcombe (1 épisode)
- 1992-1994 : Les Règles de l'art : Geoffrey Tibbs et Edward Carr (2 épisodes)
- 1993 : The Good Guys (en) : Simon Scott (1 épisode)
- 1993 : Between the Lines : Mike Collins (1 épisode)
- 1993 : The Marshal : Stambrini
- 1994 : Middlemarch : Naumann (1 épisode)
- 1994 : The Rector's Wife : Peter Bouverie (4 épisodes)
- 1994 : Soldier Soldier : Tom Bridger (1 épisode)
- 1994-2008 : The Bill : DCI Pennington, Mark Sands et Michael Sherwood (9 épisodes)
- 1995 : Capital Lives : Marcus (1 épisode)
- 1996 : Rab C. Nesbitt : Adam Wheatfield (1 épisode)
- 1996 : Annie's Bar : Philip Salisbury (10 épisodes)
- 1996 : Bodyguard : Adrian Hellan (1 épisode)
- 1996 : Madson : George Lodge
- 1996 : Murder Most Horrid : Benjamin Trethansis (1 épisode)
- 1996 : Drop the Dead Donkey : Trevor Hodge (1 épisode)
- 1996 : Cuts : Roger Trothammer
- 1997 : Gobble : Hans Gluk
- 1997 : Original Sin : James de Witt (3 épisodes)
- 1997 : Holding On : Henri (1 épisode)
- 1997 : Hetty Wainthropp Investigates : Doug Arkwright (1 épisode)
- 1997 : Underworld : Dennis (4 épisodes)
- 1998 : Game On : Nash (1 épisode)
- 1998 : Mosley : Harold Nicholson (1 épisode)
- 1998 : Invasion: Earth : Major Alex Friedkin
- 1998 : Grafters : Richard
- 1998 : Hornblower: The Examination for Lieutenant : Lieutenant Bracegirdle
- 1998-2004 : Heartbeat : Gordon Price et Harry Horton (2 épisodes)
- 1999 : Hornblower: The Duchess and the Devil : Lieutenant Bracegirdle
- 1999 : Inspecteur Frost : Ben Pecksmith (1 épisode)
- 1999 : Hornblower: The Frogs and the Lobsters : Lieutenant Bracegirdle
- 1999 : Dangerfield : Marcus Baxter (1 épisode)
- 1999 : Trial by Fire : George Harmoner
- 1999 : Relative Strangers : Major Pinkerton
- 1999-2000 : The Scarlet Pimpernel : Le Prince de Galles (4 épisodes)
- 2000 : Longitude : Amiral Cloudsey Shovell
- 2000 : The Secret Adventures of Jules Verne : Jonathan Chatsworth (10 épisodes)
- 2001 : The Life and Adventures of Nicholas Nickleby : Charles Cheeryble
- 2001 : Conspiration : Erich Neumann
- 2001 : Inspecteur Barnaby : Kenneth Gooders (1 épisode)
- 2001-2005 : Judge John Deed : David Stafford-Clark (3 épisodes)
- 2002 : The Falklands Play : Richard Luce MP
- 2002 : Shipman : Bernard Postles
- 2002 : Ultimate Force : Griffin (1 épisode)
- 2002 : Holby City : Dr Caterall (1 épisode)
- 2003 : Hornblower: Duty : Lieutenant Bracegirdle
- 2003 : The Lost Prince : Dr Hetherington
- 2003 : Down to Earth : Dennis Gould (1 épisode)
- 2003 : The Eustace Bros. : Peter Topley (1 épisode)
- 2003 : Foyle's War : Hans Maier (1 épisode)
- 2003 : Blue Dove : Hannes
- 2003 : Death in Holy Orders : Clive Stannard (2 épisodes)
- 2003-2004 : My Dad's the Prime Minister : Dave Clackson (2 épisode)
- 2004 : Born and Bred : Clifton George (1 épisode)
- 2005 : Division Enquêtes Criminelles : Gerrard Anderson (1 épisode)
- 2005 : Rome : l'acteur de Cato (1 épisode)
- 2005 : Doc Martin : M. Sands (1 épisode)
- 2005 : The Slavery Business: How to Make a Million from Slavery : John Ashley
- 2006 : Ancient Rome: The Rise and Fall of an Empire : Florius (1 épisode)
- 2007 : The Last Detective : Ronald Coulter (1 épisode)
- 2007 : Ma tribu : le procureur (1 épisode)
- 2007 : The Old Curiosity Shop : Révérend Pratchett
- 2007 : Starting Over : M. David Sharp
- 2010 : Reunited : Gerald
- 2010 : Pete Versus Life : Duncan (1 épisode)
- 2010 : Les Piliers de la terre : Père Ralph (8 épisodes)
- 2010 : Ladies of Letters : Vincent (7 épisodes)
- 2010-2012 : Downton Abbey : George Murray (6 épisodes)
- 2011 : Comedy Showcase : Le père de Fanny (1 épisode)
- 2012 : Parents : l'homme à la vente aux enchères (1 épisode)
- 2012 : Parade's End : Bertram (3 épisodes)
- 2018 : Collateral (mini-série)